# Pierre Chevallier (acteur)
Pour les articles homonymes, voir Pierre Chevallier et Chevallier.
Pierre Chevallier, né en 1946, est un acteur français de théâtre, de cinéma et de télévision.
Il est notamment connu pour le rôle de Philippe Boher dans la série Plus belle la vie. Il a joué dans de nombreuses séries télévisées. Il fut directeur et animateur du Théâtre du Point-Virgule de 1978 à 1985.

## Filmographie

### Cinéma
- 1970 : Elle boit pas, elle fume pas, elle drague pas, mais… elle cause ! de Michel Audiard
- 1970 : Le Masque de fer de Mike Newell
- 1975 : Les voyants de Roger Derouillat
- 1983 : La Petite Bande de Michel Deville
- 1984 : Stress de Jean-Louis Bertuccelli
- 1991 : Une époque formidable... de Gérard Jugnot
- 1996 : Fallait pas!... de Gérard Jugnot
- 2001 : De l'amour de Jean-François Richet
- 2002 : Papillons de nuit de John Pepper
- 2003 : Gomez et Tavarès de Gilles Paquet-Brenner
- 2007 : Trois Amis de Michel Boujenah
- 2008 : Ça se soigne ? de Laurent Chouchan
- 2012 : Les Jeux des nuages et de la pluie de Benjamin de Lajarte
- 2015 : Le Nouveau de Rudi Rosenberg

### Télévision
- 1976 : Maigret a peur de Jean Kerchbron
- 1978 : La Main coupée de Jean Kerchbron
- 1978 : La Vierge folle de Jean Kerchbron
- 1981 : Le Piège à loup de Jean Kerchbron
- 1981 : L'Amour sur place : J.P. Blanc
- 1981 : Chroniques martiennes : R. Kammerscheit
- 1983 : Bagatelle de Francis Fehr
- 1985 : L'Hôtel du siècle de Jean Kerchbron
- 1986 : L'Amour à la lettre de Gérard Gozlan
- 1997 : Le juge est une femme (Drôle de jeu)
- 1998 : Les Cordier, juge et flic (Rangée des voitures)
- 2000 : Beauté fatale de Sylvie Meyer
- 2005 : Les Montana (Recherche enfant disparue)
- 2005 : La Légende vraie de la tour Eiffel de Simon Brook
- 2006 : Équipe médicale d'urgence (série)
- 2007 : Chez Maupassant (Miss Harriet)
- 2007 : Julie Lescaut (Écart de conduite)
- 2007 : Supergranny.com de Christiane Lehérissey
- 2007 : Le Fantôme de mon ex de Charlotte Brandström
- 2008 : Bébé à bord de Nicolas Herdt
- 2009 : Villa Jasmin
- 2009 : Panique ! de Benoît d'Aubert
- 2009 : Clara, une passion française de Sébastien Grall
- 2010 : À vos caisses de Pierre Isoard
- 2011 - 2021 : Plus belle la vie : Philippe Boher
- 2012 : Chambre 327 de Benoît d'Aubert : Maître Silberg
- 2016 : Section de recherches (saison 10, épisode Jusqu'au dernier) : Mr Sorbier

## Théâtre
- Voulez-vous jouer avec moâ ?
- Huis clos
- Le Mouchard
- L'Arlésienne
- Le Client
- 1989 : Un fil à la patte de Georges Feydeau, mise en scène Pierre Mondy, Théâtre du Palais-Royal
- 1991 : Le Crépuscule des lâches de Jacques Delaporte et Martin Lamotte, mise en scène Martin Lamotte, Théâtre de la Porte Saint Martin
- 1991 : Calamity Jane de Jean-Noël Fenwick, mise en scène Jacques Rosny, Théâtre Montparnasse
- 1995 : Harold et Maude de Colin Higgins, mise en scène Jacques Rosny, Théâtre des Bouffes-Parisiens
- 1997 : Espèces menacées de Ray Cooney, mise en scène Éric Civanyan, Théâtre de la Michodière
- 2004 : Un beau salaud de Pierre Chesnot, mise en scène Jean-Luc Moreau, théâtre de Paris
- 2005 : Les vérités vraies de et mise en scène Didier Caron,   Théâtre Fontaine